# Prionolabis clavaria
Prionolabis clavaria är en tvåvingeart som först beskrevs av Alexander 1950.  Prionolabis clavaria ingår i släktet Prionolabis och familjen småharkrankar. Inga underarter finns listade i Catalogue of Life.